# Station Radebeul West
Station Radebeul West is een spoorwegstation in de Duitse plaats Radebeul.  Het station werd in 1840 geopend. 